# Chesterfield, Massachusetts
Chesterfield är en kommun (town) i Hampshire County i Massachusetts. Orten har fått sitt namn efter Philip Stanhope, 4:e earl av Chesterfield.

## Kända personer från Chesterfield
- Elijah H. Mills, politiker